# Pelmatochromis
Pelmatochromis is een geslacht van straalvinnige vissen uit de familie van de cichliden (Cichlidae).

## Soorten
- Pelmatochromis buettikoferi (Steindachner, 1894)
- Pelmatochromis nigrofasciatus (Pellegrin, 1900)
- Pelmatochromis ocellifer Boulenger, 1899